# Cycnoderus brevicolle
Cycnoderus brevicolle är en skalbaggsart som beskrevs av Giesbert och Chemsak 1993. Cycnoderus brevicolle ingår i släktet Cycnoderus och familjen långhorningar. Inga underarter finns listade i Catalogue of Life.